# Ignacio Suarez
Ignacio Suarez er en fiktiv person i Ugly Betty, der spilles af Tony Plana. Han er far til hovedpersonen Betty og hendes søster Hilda Suarez.

## Handling
I første og starten af anden sæson er han blevet afvist til at få amerikansk visum, så han skal blive i Mexico, men senere i anden sæson får han sit visa, fordi Betty bliver afpresset af Wilhelmina Slater.